# بازی بزرگ (فیلم ۱۹۳۰)
 بازی بزرگ  فیلمی به کارگردانی جک رایموند، تهیه‌کنندگی استرانگ فاوست محصول سال ۱۹۳۰ می‌باشد.
این فیلم با مضمونی فوتبالی و نقش‌آفرینی بازیکنانی مانند جک کوک بازیکن باشگاه فوتبال چلسی و بازیکن سابق آن‌زمان باشگاه فوتبال میلوال و همچنین جورج میلس، اندی ویلسون، سام میلینگتون و بیلی بلیث ساخته شده‌است.